# Wabtec
Wabtec (Westinghouse Air Brake Technologies Corporation) is een Amerikaanse fabrikant van locomotieven, goederenwagons en andere spoorgerelateerde producten. Het bedrijf maakt onderdelen voor de transportindustrie, onder meer remmen en koelsystemen. Wabtec ontstond in 1999 door de fusie van Westinghouse Air Brake Co (WABCO) en MotivePower. Bekende dochterondernemingen van Wabtec zijn Faiveley Transport (sinds 2016) en GE Transportation (sinds 2019). In 2019 had het bedrijf 27.000 werknemers en was het actief in meer dan 80 landen. Dat jaar was de omzet ongeveer 9 miljard dollar. In 2018 bevond het hoofdkantoor zich in Wilmerding; vanaf 2019 in Pittsburgh.

## Geschiedenis
De geschiedenis van Wabtec start bij de Amerikaanse ondernemer en uitvinder George Westinghouse. Hij was onder meer uitvinder van de westinghouserem, en zijn eerste patent in 1865 was voor een roterende stoommachine. In 1900 was zijn bedrijf nog $120 miljoen waard, maar door de Paniek van 1907 verloor hij langzaam de controle over zijn bedrijven.
Eind 2021 onthulde Wabtec de FLXdrive, een zero-emissie accutrein gebouwd in samenwerking met Carnegie Mellon University. De batterij wordt deels opgeladen met de kinetische energie van het remsysteem van de trein. Begin 2022 was de FLXDrive al meermaals verkocht, waaronder tien stuks aan Union Pacific Railroad. In 2022 lanceerde Wabtec de ES44ACi, een nieuwe diesel-elektrische hybride goederentrein, op de Braziliaanse markt. In 2024 kondigde Wabtec aan een grote bestelling van Siemens India te hebben ontvangen voor de Indian Railways.
Medio 2023 hielden medewerkers een werkstaking van meer dan een maand, met eisen omtrent hun arbeidsloon en de milieuvriendelijkheid van het bedrijf.

## Management

### CEO en president
2006–2014: Albert J. Neupaver

2018–1 juli 2019: Raymond T. Betler

2019–2022: Rafael Santana

### Voorzitter
Mei 2017: Albert J. Neupaver

## Faiveley Transport
Dochteronderneming Faiveley maakt en verkoopt spoorweguitrusting. In 2015 kondigde Wabtec aan Faiveley te willen overnemen met een cash-and-stock deal van 1,8 miljard dollar, inclusief schulden. In reactie daarop startte de Antitrust Division van het United States Department of Justice een civiele antitrustzaak. Wabtec werd gedwongen om Faiveley's goederenwagonremmen-onderneming te divesteren. In 2016 werd Faiveley definitief overgenomen. Het bedrijf is gevestigd in Frankrijk. Faiveley werd opgericht in 1919. In 1923 introduceerde het bedrijf zijn eerste pantograaf.

## GE Transportation
In 2018 ging General Electric akkoord met samenvoeging van diens spoorwegactiviteiten met Wabtec, in een overeenkomst van grofweg 11 miljard dollar. In 2019 werd die divisie, GE Transportation, overgenomen door Wabtec. Na de overname begonnen arbeiders van de Erie-fabriek van de divisie een staking. Door de overname van GE Transportation werd Wabtec een Fortune 500-bedrijf.